# Sparring
 Der er for få eller ingen kildehenvisninger i denne artikel, hvilket er et problem. Du kan hjælpe ved at angive troværdige kilder til de påstande, som fremføres i artiklen.

Sparring er en form for træning, der anvendes indenfor kampsport. Det præcise indhold af træningen er forskelligt, men består grundlæggende i øve kamp mod en modstander under former, hvor risikoen for skader begrænses. 
Sparring foregår oftest i et træningslokale, mod en person eller flere personer.
De kinesiske arter for sparringsformer er kendt som Chin Na eller Push hands. I den japanske kampsports sparring arter som ofte kaldes randori, men i karate hedder det kumite.

## Boksesparring
Sparringen foregår oftest i en boksering med handsker, hjelm og tandbeskytter. Sparringshandsker er for det meste 16ounce, for st minimere risikoen for skader. Hvor lang tid man sparrer, er op til træneren alt efter hvor god form man er i. En typisk sparring kan se således ud: 3 min sparring samt 1 pause ad 6 gange.